# Kótokuin

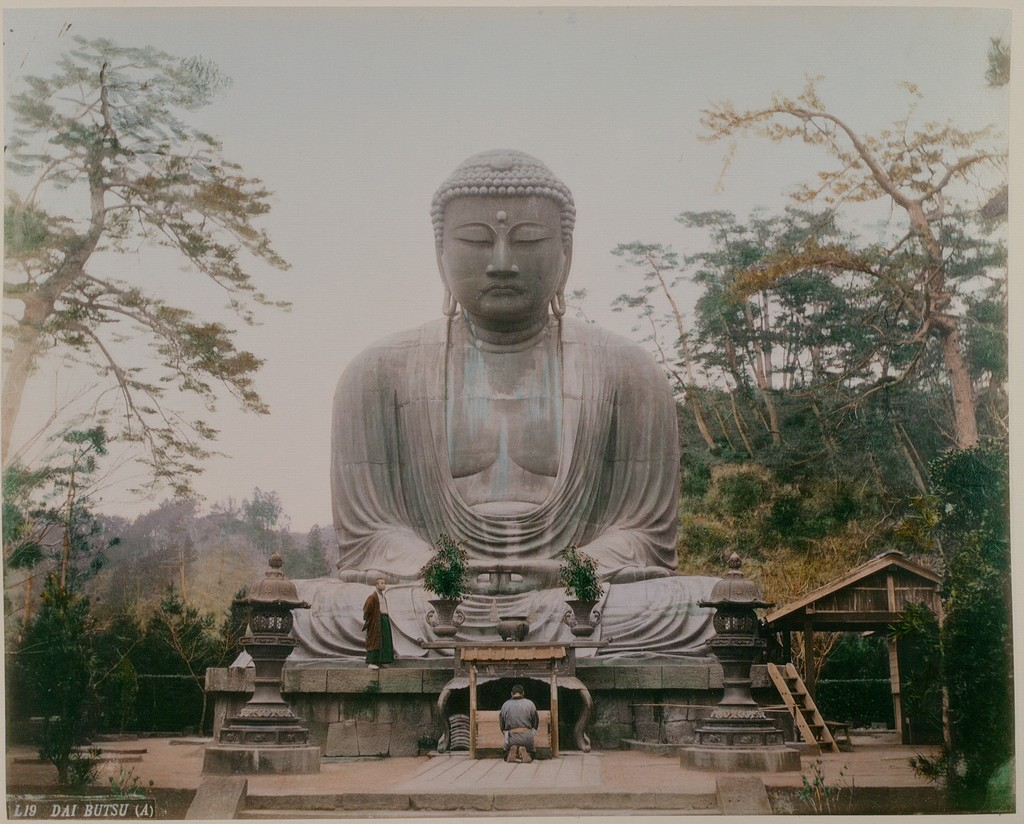
Daibucu na fotografii Adolfa Farsariho, cca 1885–1890

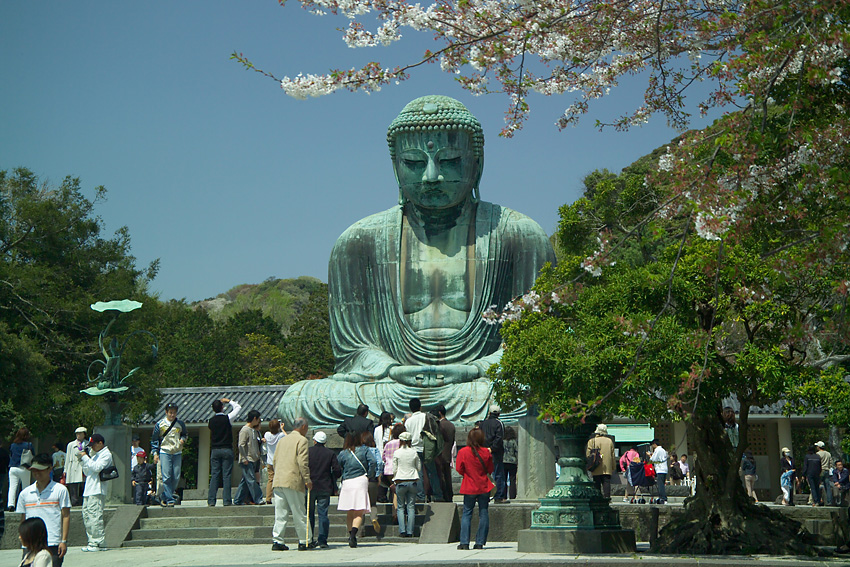
Buddha Amida, Kótokuin

Kótokuin (japonsky: 高徳院) je chrám buddhistické školy Čisté země ve městě Kamakura v prefektuře Kanagawa v Japonsku.

## Socha Buddhy z Kamakury
Chrám je známý díky monumentální venkovní bronzové soše Amida buddhy (大仏, daibucu), která je jednou z nejslavnějších japonských ikon. Socha je 13,35 metrů vysoká, váží přibližně 93 tun a je druhou největší sochou Buddhy v Japonsku po soše v chrámu Tódaidži v Naře.
Podle chrámových záznamů pochází socha z roku 1252, tedy z období Kamakura. Není ale zcela jasné, zdali to je táž socha, která tu dnes stojí. Socha byla postavena uvnitř dřevěného chrámu, který byl zničen vlnou cunami během období Muromači v roce 1495. Od té doby stojí (sedí) daibucu na otevřeném prostranství.

### Detailní rozměry
- Hmotnost: 93 tun
- Výška: 13,35 m
- Velikost tváře: 2,35 m
- Velikost oka: 1,0 m
- Velikost úst: 0,82 m
- Vzdálenost od kolena ke kolenu: 9,10 m
- Obvod palce: 0,85 m